# Rudolf Simek
Rudolf Simek (né le 21 février 1954 à Eisenstadt, Burgenland), est un philologue autrichien qui étudie la littérature germanique.

## Biographie
Simek étudia la littérature germanique, la philosophie et la théologie catholique à l'université de Vienne. Il devint bibliothécaire et doctorant là-bas. Depuis 1995, il est professeur d'études germaniques à l'Université de Bonn. Il étudie également la mythologie nordique.

## Travaux
Rudolf Simek a traduit en allemand 5 volumes des sagas nordiques, et écrit un certain nombre d'ouvrages consacrés aux anciens scandinaves.
- (de) Lexikon der germanischen Mythologie, Stuttgart, Kröner, 1984  (ISBN 3-520-36801-3) (traduit en anglais, français et islandais)
  - traduction française : Dictionnaire de la mythologie germano-scandinave, en 2 tomes, traduit par Patrick Guelpa, Paris, Les Éditions du Porte-Glaive, 1996.
- (de) Lexikon der altnordischen Literatur (avec Hermann Pálsson), Stuttgart, Kröner, 1987  (ISBN 3-520-49001-3)
- (de) Altnordische Kosmographie. Studien und Quellen zu Weltbild und Weltbeschreibung in Norwegen und Island vom 12. bis zum 14. Jahrhundert, Berlin/New York, de Gruyter, 1990 (Reallexikon der germanischen Altertumskunde. Ergänzungsbände, Bd. 4)  (ISBN 3-11-012181-6)
- (de) Erde und Kosmos im Mittelalter, Munich, C.H. Beck, 1992.  (ISBN 3-406-35863-2)
- (de) Die Wikinger, Munich, C.H. Beck, 1998  (ISBN 3-406-41881-3) (tranduit en espagnol)
- (de) Religion und Mythologie der Germanen, Stuttgart, Theiss 2003  (ISBN 3-8062-1821-8)
- (de) Götter und Kulte der Germanen, Munich, C.H.Beck, 2004  (ISBN 3-406-50835-9)
- (en) Runes, magic and religion : a sourcebook (avec John McKinnel et Klaus Düwel), Vienne, Fassbaender, 2004  (ISBN 978-3900538811)
- (de) Mittelerde — Tolkien und die germanische Mythologie, Munich, C.H.Beck, 2005  (ISBN 3-406-52837-6)
  - traduction française : Terre du Milieu : Tolkien et la mythologie germano-scandinave, traduction et annotations de Mahdî Brecq et Elias Ebnöther, préface de Leo Carruthers, Paris, Passés Composés, 2019.
- (de) Der Glaube der Germanen, Limburg / Kevelaer, Lahn-Verlag, 2005  (ISBN 3-7867-8495-7)
- (de) Die Germanen, Stuttgart, Reclam, 2006.  (ISBN 3-15-017051-6)
- (de) Die Edda, Munich, C. H. Beck, 2007,  (ISBN 978-3-406-56084-2)
- (de) Ewige Orte : Reliquien und heiligen Stätten in Wien, Vienne, Metro, 2007,  (ISBN 978-3-902517-64-7).
- (de) Artus-Lexikon : Mythos und Geschichte, Werke und Personen der europäischen Artusdichtung, Stuttgart, Reclam, 2012,  (ISBN 978-3-15-010858-1)
- (de) Die Schiffe der Wikinger, Stuttgart, Reclam, 2014,  (ISBN 978-3-15-010999-1).
- (de) Monster im Mittelalter : Die phantastische Welt der Wundervölker und Fabelwesen, Cologne / Weimar / Vienne, Böhlau, 2015.  (ISBN 978-3-412-21111-0).
- (de) Vinland! Wie die Wikinger Amerika entdeckten, Munich, C. H. Beck, 2016  (ISBN 978-3-406-69720-3).
- (de) Trolle : Ihre Geschichte von der Mythologie bis zum Internet, Cologne/Weimar/Vienne, Böhlau, 2018  (ISBN 978-3-412-50743-5).
- (de) Die Geschichte der Normannen : Von Wikingerhäuptlingen zu Königen Siziliens, Ditzingen, Reclam, 2018  (ISBN 978-3-15-011174-1).
- (de) (directeur d'ouvrage) Sagas aus der Vorzeit : Von Wikingern, Berserkern, Untoten und Trollen, en 4 tomes, s. la dir. de Rudolf Simek, Valerie Broustin et Jonas Zeit-Altpeter, Stuttgart, Alfred Kröner, 2020.
- (de) Dämonen, Teufel, Hexenglaube : Böse Geister im europäischen Mittelalter, Vienne, Böhlau, 2023  (ISBN 978-3-205-21678-0).